# وارنگیان

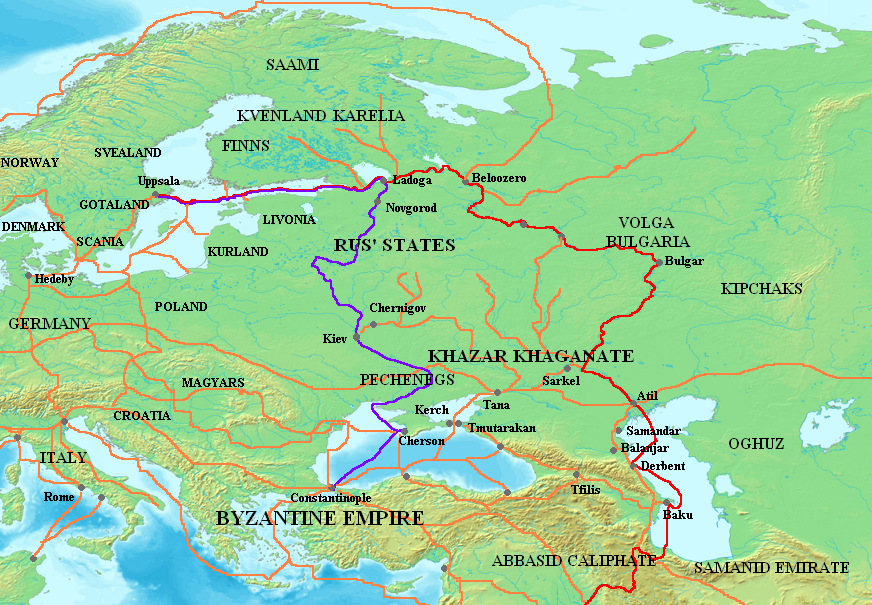
نقشه مسیرهای تجاری وارنگیان: مسیر تجاری ولگا (رنگ قرمز) و مسیرهای تجاری دنیپر و نیستر (بنفش) و دیگر مسیرهای تجاری (نارنجی) از سده های ۸ تا ۱۱ میلادی.

وارنگیان (نورس باستان: Væringjar; یونانی: Βάραγγοι Varangoi، Βαριάγοι Variagoi) نامی است که توسط یونانیان و اسلاوهای شرقی به وایکینگ‌ها داده شد. این دسته از وایکینگ‌ها میان سده های ۹ تا ۱۱ میلادی حکومت قرون وسطایی روس کیف را در میان رودخانه‌های سرزمین‌های امروزی اوکراین، بلاروس و روسیه تشکیل دادند. آن‌ها همچنین پایه‌گذاران گارد وارنگیان در بیزانس بودند. این مردمان تا سده ۱۲ میلادی در کی‌یف حکومت داشتند و با نام روس شناخته می‌شدند. آن‌ها پیش از فتح کیف در سده هشتم میلادی در شهر نووگورود تحت رهبری روریک زندگی می‌کردند و تحت نام خاقانات روس محسوب می‌شدند. بعدها دودمان روریک در کیف پا بر جا شد.
درگیر شدن در بازرگانی، دزدی و اعمال مزدورانه از فعالیت‌های وارنگیان در مسیر رودخانه و حوزه‌های آبریز بود. آن‌ها با کشتی‌های خود تجارت و غارت را توأمان در این مسیرها انجام می‌دادند. آن‌ها با تحت کنترل درآوردن مسیر تجاری ولگا (میان وارنگیان و اعراب) و اتصال بالتیک به دریای مازندران و از سوی دیگر افتتاح مسیر تجاری نیستر و دنیپر (بین وارنگیان و یونانیان) که به دریای سیاه و قسطنطنیه می‌رسید، به رونق دست یافتند. راهی که آن‌ها گشودند اهمیتی فراوان در قرون وسطای اروپاییان داشت و ثروت و توسعه خلفای عرب و امپراتوری بیزانس را به وارنگیان پیوند می‌داد.
جذبهٔ ثروت قسطنطنیه باعث شد روس‌های وارنگی به جنگ‌های روس-بیزانس دامن زنند که نهایتاً با پیمان‌نامه‌هایی پایان یافتند. حداقل از اوایل سده ۱۰ بسیاری از وارنگیان به عنوان مزدور در ارتش بیزانس تشکیل نخبگان گارد وارنگیان (محافظان مختص امپراتور بیزانس) را می‌دادند. در نهایت بسیاری از آن‌ها هم در استانبول و هم در شرق اروپا از پگانیسم به ارتدوکس مسیحی تغییر آیین دادند و این روند تا ۹۸۸ میلادی تکمیل شد. همزمان با افول عصر وایکینگ مهاجرت و ارتباط اسکاندیناوی به مملکت روس‌ها متوقف شد و وارنگیان به تدریج جذب اسلاوهای شرقی شدند و اواخر سده ۱۱ میلادی در آن‌ها به سمت فروپاشی رفتند.

## پیشینه
وایکینگ‌ها مردمی در شمال اروپا بودند که به تعبیر آرتور کستلر به صورت ناگهانی «مانند آتشفشانی» به سمت جنوب هجوم آوردند و به حملات شدیدی علیه ملل مختلف دست زدند. در حالی که عده‌ای از آن‌ها به غرب رفته و در ایسلند و نورماندی ساکن شدند و حتی به قاره آمریکا رسیدند، عدهٔ دیگری از آن‌ها به شرق آمده و تا دریای مازندران پیشروی کردند. در اوایل قرن نهم میلادی، روس‌های وارنگی، که وایکینگ‌های به شرق آمده بودند، پس از عبور از دریای بالتیک و خلیج فنلاند از راه رود وولخوف به دریاچه ایلمن در جنوب سن پترزبورگ وارد شده و شهر نووگورود را در جزیرهٔ مناسبی ساختند. همچنین روس‌ها یک شهر به نام آلدیگجا را بنا نهاده بودند، این شهر حدود ۹٫۷ کیلومتری جنوب رود وولخوف، در دهانهٔ دریاچه لادوگا، بود.
این موقعیت جغرافیایی باعث می‌شد تا روس‌ها بتوانند از طریق ولگا به دریای خزر و از طریق دنیپر به دریای سیاه راه یابند. مسیر تجاری ولگا به قلمرو جنگجویان بلغار و خزرها منتهی شده و مسیر تجاری دنیپر آنان را به مرزهای اقوام اسلاو می‌رساند. روس‌ها نخستین‌بار، در مناطق مسلمان‌نشین مجاور دریای خزر، به عنوان معامله‌گر و بازرگان وارد شدند. آن‌ها در امتداد مسیر تجاری دنیپر شهرهایی ساختند و با تجارتشان را با امپراتوری بیزانس آغاز کردند و با مسلمانان سرزمین‌های اطراف دریای خزر که در طول مسیر تجاری ولگا بودند، ارتباط یافتند. اواخر قرن نهم، ابن خردادبه از خرید و فروش روس‌ها با اجناس خزری در بازارهای پایین ولگا و بازارهای سراسر شهرهای پیرامون دریای خزر سخن به میان می‌آورد. این بازرگانان، پوست، عسل و برده می‌فروختند، حتی برخی از این تاجران، با شتر در مسیر بغداد تجارت می‌کردند و بردگان اروپایی نیز کار ترجمه را برایشان انجام می‌دادند. توماس سچاب نونان، مورخ و مردم‌شناس، معتقد است که روس‌ها در سال ۸۰۰ نیز به بغداد رفته‌اند، چون سکه‌های درهم ساسانی، عربی و عربی-ساسانی متعلق به ۸۰۴–۸۰۵ در پترگوف، در نزدیکی سن پترزبورگ، یافته شده‌است.
روس‌ها مسیر دنیپر را به ولگا ترجیح می‌دادند. این مسیر از مسکن اقوام اسلاوی می‌گذشت که باج‌گزار خزرها بودند. این اسلاوی‌ها شامل قبایل «پولیانی‌ها در کیف، ویاتیچی‌ها در جنوب مسکو، رادی‌میشچی در شرق دنیپر، سوریان در حاشیه رود درنا و…» می‌شدند و اغلب به کشاورزی مشغول بوده و برخلاف اقوام ترک آرامش‌طلب بودند، که باعث می‌شد «طعمهٔ طبیعی» روس‌های وارنگی به‌شمار آیند. بعدها روس‌ها این مناطق را باج‌گزار خود کردند و نهایتاً، الگ نووگورود شهر کیف را فتح کرده و پایتخت روس‌های کیف قرار داد. تدریجاً فرهنگ روس‌ها تحت تأثیر اسلاوها قرار گرفت و در آن هضم شد و به صورت روس امروزی درآمد. مسیر دنیپر دارای هفت آبشار بود که کشتی‌های روس با گذشتن از آن نهایتاً می‌توانستند به قسطنطنیه (پایتخت بیزانس) برسند. از حدود ۸۶۰ میلادی (۲۲۶ قمری) تجاوز روسهای وارانگی از اسکاندیناوی به سرزمین خزران و امپراتوری بیزانس آغاز گردید.
از سوی دیگر روس‌ها برای رسیدن به دریای خزر می‌بایست از مسیر ولگا به سمت جنوب می‌آمدند و از تپه‌های والدای و پیچ و تاپ‌های رودخانهٔ ولگا می‌گذشتند. آن‌ها برای رسیدن به دریا مجبور بودند از شاخه‌های یک رودخانه کشتی را به خشکی برده و حمل کنند تا به شاخهٔ دیگری از رود برسند. بلغارهای ولگا و خزرها در این مسیر حضور داشتند.